# Васељенска патријаршија
Васељенска патријаршија Константинопоља (грч. Οἰκουμενικὸν Πατριαρχεῖον Κωνσταντινουπόλεως, тур. Rum Ortodoks Patrikhanesi), такође позната и као Цариградска патријаршија, Константинопољска патријаршија или Екуменска патријаршија, јесте помјесна и аутокефална црква. Налази се на првом мјесту у диптиху.
На њеном челу налази се васељенски патријарх.

## Историја
Антички Византион се не помиње у Новом Завету, а потоње локалне претензије на наводно апостолско порекло архијерејске катедре у том граду озваничене су тек након 4. века. У међувремену је у Византиону установљена епископија, која је била потчињена митрополији Хераклеје у Тракији. Та епископија је добила на значају тек у првој половини 4. века, када је стари Византион за време владавине цара Константина (306-337) прерастао у Константинопољ - Нови Рим, поставши друга престоница Римског царства. Од тог времена, епископи Константинопоља су захваљујући новом политичком статусу свог града почели да стичу све већи утицај на вођење црквених послова, а временом су добили и титулу архиепископа. Током већег дела 4. века, цариградска катедра налазила се у рукама јеретичких аријнских епископа, а православна јерархија је у том граду поново успостављена тек у време Другог васељенског сабора, који је одржан 381. године управо у Цариграду.
Јурисдикцију цариградских архиепископа, који су почевши од средине 5. века почели да се називају и патријарсима, одредили су појединии васељенски сабори. Трећим каноном Другог васељенског сабора (381) епископу Константинопоља - Новог Рима додељено је друго место по части међу свим епископима, тако да је испред њега био само епископ старог Рима, а та одлука је у самом тексту канона изричито образложена политичким положајем града, без помена наводног апостолског порекла цариградске архијерејске катедре. Потом је двадесет и осмим каноном Четвртог васељенског сабора (451) одлучено да ће архиепископ Константинопоља убудуће имати јурисдикцију над свим митрополитима у царским дијецезама Тракије, Азијане и Понта, чиме је укинуто дотадашње обласно старешинство старијих црквених центара, Хераклеје (Тракија), Ефеза (Азијана) и Цезареје (Понт). Због отпора у локалним црквама, поменуте одлуке су током друге половине 5. века морале бити спорведене у дело силом царске власти.
Током 8. века, у време када је Цариградска патријаршија запала у иконоборску јерес, њена јурисдикција је по одлуци царске власти проширена и на подручје ранијег Илирика, укључујући и митрополије у Солуну и Драчу, као и на тадашње византијске области у јужној Италији и на Сицилији, што је потом довело до нових црквених спорова. Тек након слома иконоборског покрета, у Цариграду је поново успостављена православна јерархија, што је озваничено одлукама Седмог васељенског сабора (787).
У 11. веку под јурисдикцијом Цариградске патријаршије налазе се не само Грци Византијског царства него и хришћани Северне Африке, Јужне Италије и Сицилије, Мале Азије, Балканског полуострва, Русије и румунских земаља. У то време Цариградска патријаршија имала је 600 епископских тронова. Латински Крсташи освајају Цариград 1204. године; после тога патријарх премешта своје седиште у Никеју, где је остао у изгнанству све до 1272. године.
Затим Цариград пада под Турке 1453. године. Тај догађај је утицао да се знатно сведе црквена важност Цариградске патријаршије. Патријаршија постоји и живи у тешким околностима. Први Патријарх под Турцима био је Генадије II (1453-1456; 1458-1463). Турска власт је Цариградске патријархе поставила да буду духовни поглавари свих Хришћана у Отоманском царству, без обзира на њихову народност (Грци, Срби, Бугари, Грузијци..). Поред тога, од тада прозвани Васељенски Патријарх је на себе преузео неке прерогативе које су некада имали византијски цареви. Седиште Патријарха било је у храму Светих Апостола. Од 1599. године, седиште Патријарха је у цариградском предграђу Фанар (грч: Φανάρι). Међу најистакнутије Патријархе спада Патријарх Јеремија II и Кирил Лукарис. Јеремија (1536—1595) је био три пута Патријарх и хиротонисао је првог руског Патријарха Јова (1589) у Москви.
Кирил Лукарис је своје образовање стекао на Западу, а основао је прву штампарију у Цариграду 1627. године. Исто и формирањем помесних аутокефалних цркава, на крају 19. века, њена се јурисдикција сужава. Године 1928. четрдесет и девет епископија било је предато Православној цркви Грчке. Под садашњу њену јурисдикцију улазе Грци верници у Цариграду, епархије у Турској, неколико додеканијских епархија, као и Света гора.
Сједиште Цариградске патријаршије је Црква Светог Ђорђа грађена крајем 19. вијека. Смјештена је у некада грчком кварту Цариграда, Фанару, где је опасана високим зидом и бодљикавом жицом (због турских напада, део зграде још данас има видне трагове подметнута пожара). Тренутни цариградски патријарх је Вартоломеј I (од 1991).

## Устројство
Врховна власт у Цариградској патријаршији припада 12-чланом Светом синоду на челу са васељенским патријархом. Мандат синодских чланова траје годину дана. За разлику од других помјесних цркава у којима највиша јерархијска власт припада помјесном или архијерејском сабору, у Цариградској патријаршији постоји тек савјетодавно архијерејско сабрање (Синаксис) које се састаје сваке три године.
Цариградска патријаршија има широку и сложену административну структуру и њене епархије се налазе на свим континентима изузев Африке (која припада јурисдикцији Александријске патријаршије). У саставу Цариградске патријаршије се налази 6 архиепископија, 8 цркава и 18 митрополија непосредно потчињених васељенском патријарху. Двије цркве у саставу Цариградске патријаршије имају статус аутономије: Финска православна црква и Естонска апостолска православна црква. Статус полуаутономне цркве има Критска архиепископија.